# 山梨酸
山梨酸（英語：Sorbic acid），又称花楸酸、清凉茶酸等，化學式為C6H8O2。它是一种天然存在的食品添加剂，对酵母、霉菌等许多真菌都具有抑制作用。还用于动物饲料、化妆品、药品、包装材料和橡胶助剂等。
山梨酸的英文名来源于花楸的属名Sorbus，北歐花楸为此物質的最初来源。

## 合成

### 丙二酸和巴豆醛[1]
巴豆醛和丙二酸缩合、脱羧得到山梨酸，巴豆醛和丙二酸以吡啶为溶剂在90-100℃反应4-5小时，再加入稀硫酸使溶液呈弱酸性（pH值约为4-5）冷冻、过滤、结晶后得到粗品山梨酸。

### 乙烯酮和巴豆醛
巴豆醛和乙烯酮缩合成聚酯，聚酯水解既得山梨酸，再经精制可得成品山梨酸。

### 丁二烯和乙酸
以醋酸锰为催化剂，丁二烯和乙酸在170℃下加压缩合，生成γ-乙烯-γ-丁内酯；γ-乙烯-γ-丁内酯在酸性离子交换树脂作用下开环为山梨酸。

## 性質
山梨酸为无色针状结晶体粉末，无臭或微带刺激性臭味，耐光，耐热性好，在140°C下加热3h无变化，长期暴露在空气中则被氧化而变色。山梨酸难溶于水，溶于乙醇、乙醚、丙二醇、无水乙醇、花生油、甘油和丙酮。